# The Kids Will Take Their Monsters On
The Kids Will Take Their Monsters On är Automatic Loveletters andra fullängdsalbum.

## Låtlista
Alla spår skrivna och komponerade av Juliet Simms, om inte annat anges.
1. "Never Take It Off" - 1:15 (Juliet Simms/Michael Woods)
2. "Save Me" - 3:46
3. "Black Ink Revenge" - 4:31 (Juliet Simms/Tommy Simms)
4. "Click Your Heels" (3 Times and Repeat, There's No Place Like Home) - 5:05
5. "Carry the Fire" - 4:95
6. "Trade Places" - 5:16 (Juliet Simms/Michael Woods)
7. "Cruel Cruel" - 4:32
8. "Pillows" - 3:00 (Juliet Simms/Michael Woods)
9. "The Curtain Close" - 4:32[2]